# Грапсові
Грапсові (Grapsidae) — родина крабів групи Thoracotremata. Родина не є монофілетичною, тому можливо, що деякі таксони мають бути перенесені до інших родин. Представники родини населяють прибережні скелі, лимани, заплави, в окремих випадках ведуть пелагічний спосіб життя, плаваючи між водних рослин.

## Роди
Окремі таксони, які раніше вважалися підродинами, тепер описані як окремі родини, зокрема Varunidae і Plagusiidae. Наразі родина містить 10 родів, два з яких — вимерлі:
- Geograpsus Stimpson, 1858
- Goniopsis De Haan, 1833
- Grapsus Lamarck, 1801
- Leptograpsodes Montgomery, 1931
- Leptograpsus H. Milne Edwards, 1853
- Litograpsus † Schweitzer & Karasawa, 2004
- Metopograpsus H. Milne Edwards, 1853
- Miograpsus † Fleming, 1981
- Pachygrapsus Randall, 1840
- Planes Bowdich, 1825